# Kunstbaracke

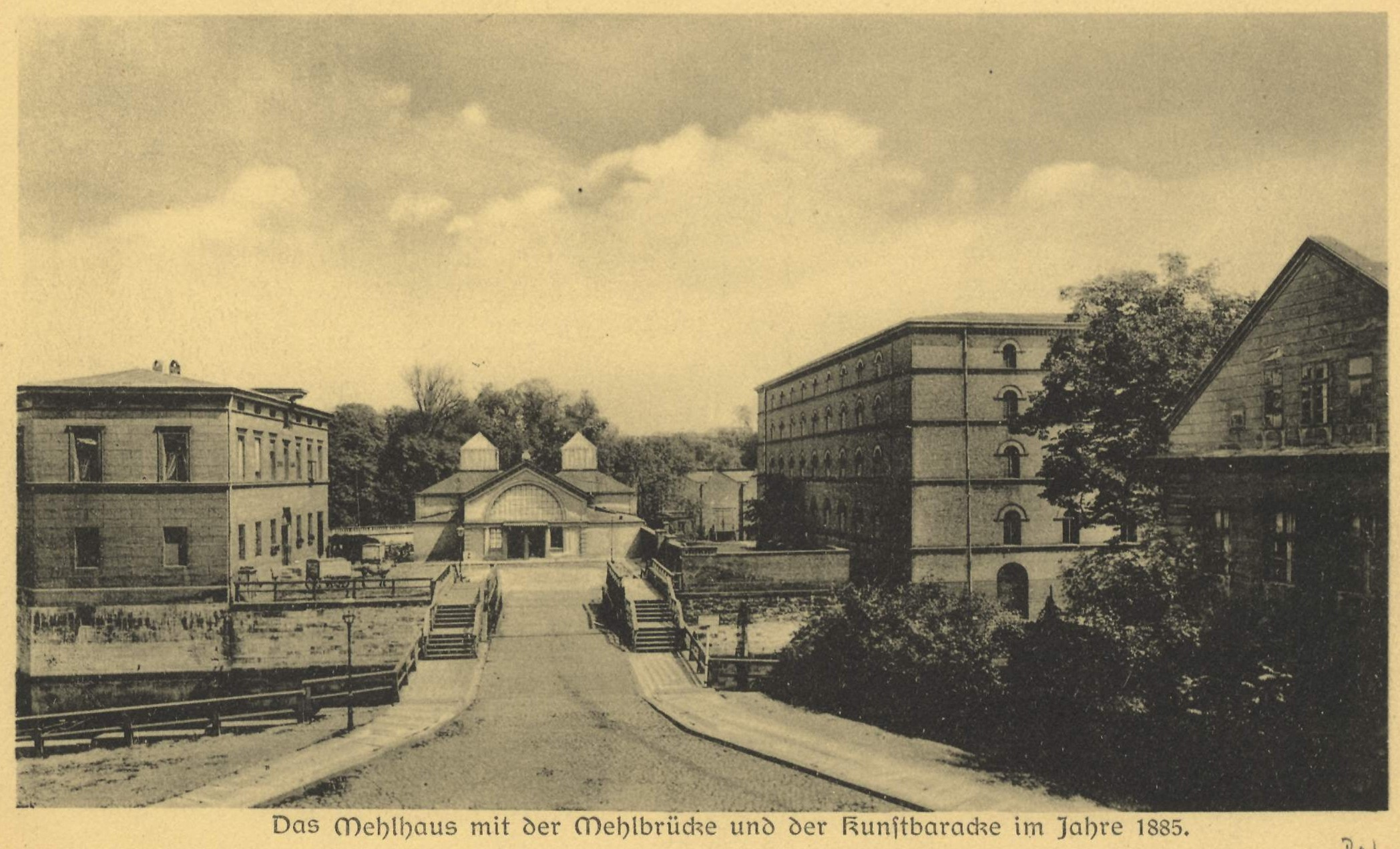
Die Kunstbaracke (Mitte) befand sich zwischen dem Mehlhaus (links) und dem fünfgeschossigen Speichergebäude des Neuen Packhofs (Mitte rechts) an der Nordwestspitze der Museumsinsel. Ganz rechts: Gebäude der Königlichen Büchsenmacherei am Kupfergraben.

Die Kunstbaracke auf der Berliner Museumsinsel war ein Ausstellungsgebäude für zeitgenössische Kunst, das zwischen 1875 und 1897 auf dem Gelände des heutigen Bode-Museums bestand.

## Die Berliner Kunstausstellungen in der Akademie
Seit 1786 fanden alljährlich im Herbst Ausstellungen der Berliner Künstler im kurfürstlichen Marstallgebäude auf der Dorotheenstadt, dem Gebäude der Preußischen Akademie der Künste am Boulevard Unter den Linden statt. Diese Tradition endete aber 1875, da die bisher für die Ausstellungen genutzten Räume in der Akademie wegen deren Reorganisation fortan nicht mehr zur Verfügung standen.

## Die Kunstbaracke

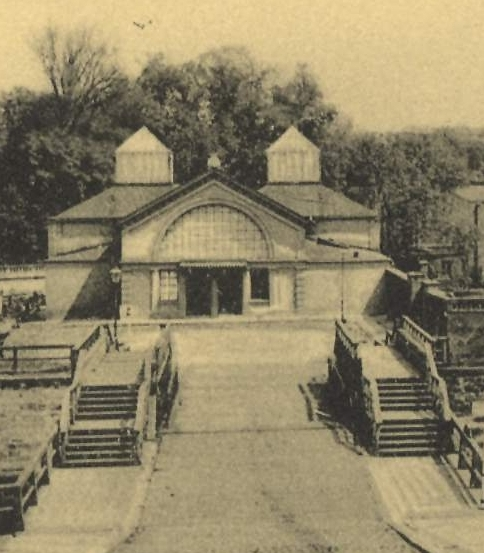
Das Innere der Kunstbaracke wurde durch die pultartig aufgesetzten Oberlichter beleuchtet. Im Vordergrund: die Mehlbrücke über den Kupfergraben.

Die Kunstausstellungen wurden nun in ein eigens dafür neu errichtetes Fachwerkgebäude verlegt, das sich am „Kantianplatz“ (erste und eigentliche Schreibweise Cantian Platz, nach Christian Gottlieb Cantian) hinter dem Neuen Museum und den Gebäuden des Neuen Packhofs an der nordwestlichen Spitze der Museumsinsel befand. Das Gebäude lag zwischen dem Mehlhaus der Bäckerinnung und einem Speichergebäude des benachbarten (noch von Karl Friedrich Schinkel erbauten) Neuen Packhofs. Es wurde zum Teil auf einem in den Grund der Spree getriebenen Pfahlrost gebaut und war als Provisorium konzipiert. Nach Aussagen von Zeitgenossen genügte es nur bescheidenen Ansprüchen. Es soll „mehr einem Lagerschuppen als einem Ausstellungsgebäude“ geglichen haben. Vom Künstlerwitz erhielt es deshalb auch bald den wenig schmeichelhaften Namen Kunstbaracke. In einem Adressbuch des Jahres 1880 wird es als Prov. Kunst-Ausstellungs-Gebäude bezeichnet.
Ein zeitgenössischer Spaziergänger beschreibt seinen Eindruck der Anlage so:

„Ein merkwürdig stiller entlegener Winkel ist der nördliche Zipfel der Spree Insel Alt-Kölln, der sogenannte Cantianplatz mit seinem mehr als bescheidenen Kunstasyl, das sich in seiner erzprosaischen Umgebung, eingepfercht zwischen Steueramt, Packhof, Mehlbrücke und Kupfergraben, sonderbar genug ausnimmt.“

Außer drei etwas größeren Sälen enthielt die Kunstbaracke eine Reihe von parallelen Galerien, in denen immer nur eine der Wände durch die pultartig hoch aufgesetzten Oberlichter ausreichend beleuchtet wurde. Außerdem machte es die verhältnismäßige Schmalheit dieser Galerien dem Betrachter unmöglich, bei der Betrachtung der ausgestellten Bilder einen ausreichenden Abstand von der Bildwand zu nehmen.
In der Kunstbaracke wurden von 1876 bis 1881 und 1884 die Akademie-Ausstellungen durchgeführt.

## Feuergefahr
Am 8. Dezember 1881 ereignete sich im Wiener Ringtheater eine schreckliche Brandkatastrophe mit vielen Toten. Im darauf folgenden Jahr brannte es auch in der Berliner Hygiene-Ausstellung, wobei glücklicherweise (aber auch zufälligerweise) keine Opfer zu beklagen waren. Diese Ereignisse riefen allen Verantwortlichen in Berlin die immensen Gefahren von Großveranstaltungen in feuergefährdeten Gebäuden ins Bewusstsein. 1882 unterblieb deshalb die traditionelle Jahres-Ausstellung der Berliner Künstler, weil der Notbau der Kunstbaracke als zu feuergefährdet eingeschätzt wurde.
1883 verlegte man die sonst traditionell im Herbst abgehaltene Akademieausstellung in den Mai und Juni, um die noch nicht in Betrieb genommenen Räume des neuen riesenhaften Polytechnikums an der Charlottenburger Allee für diesen Zweck nutzen zu können. Da sich diese Räumlichkeiten allerdings als völlig ungeeignet herausstellten, wagte man es im Folgejahr 1884 doch noch einmal, die Ausstellung in der Kunstbaracke durchzuführen. Hier wurden dafür einige bauliche Feuerschutzmaßnahmen durchgeführt. Danach gab man diesen Ausstellungsort ganz auf und ließ die Kunstausstellung 1885 aus Mangel an geeigneten feuersicheren Räumlichkeiten ganz ausfallen.
Im Jahr 1886, zum hundertjährigen Jubiläum der Kunstausstellungen, war man entschlossen, das Ereignis in einem gebührenden Rahmen zu feiern. Mit großem Aufwand wurde deshalb ein Glaspalast auf dem Ausstellungsgelände am Lehrter Bahnhof in Moabit für die Erfordernisse einer Internationalen Kunstausstellung umgebaut.

## Abriss der Kunstbaracke
Die funktionslos gewordene Kunstbaracke wurde einige Zeit danach im Zusammenhang mit den vorbereitenden Maßnahmen für die Erweiterung des Museumsareals auf der Museumsinsel und dem Bau des Kaiser-Friedrich-Museums (heute: Bode-Museum) abgerissen.